# Актерек (Карагандинская область)
Актерек (каз. Ақтерек) — село в Каркаралинском районе Карагандинской области Казахстана. Входит в состав Карагайлинской поселковой администрации. Код КАТО — 354863300.

## Население
По данным 1999 года, в селе не было постоянного населения. По данным переписи 2009 года, в селе проживало 250 человек (123 мужчины и 127 женщин).